# Moustafa Kourar
Moustafa Kourar, né le 23 juin 1981 à Paris, est un joueur de futsal international français.
Décrit comme un joueur de caractère et au profil défensif, il passe dix saisons au Kremlin-Bicêtre United, où il est sacré champion de France 2010 et devient international durant la saison 2010-2011.

## Biographie

### En club
Au terme de la saison 2009-2010 Moustafa Kourar et le KBU sont sacrés champions de France. Kourar marque un but en finale contre le Sporting Paris (3-3 tab 5-4). À la suite de ce titre, l'équipe joue la Coupe de l'UEFA la saison suivante et accède au tour principal de la compétition. Lors de celui-ci, Kourar inscrit le seul but du club français en trois matchs, contre les Serbes de Kragujevac. 
En 2013, il met fin à dix années au Kremlin-Bicêtre United et rejoint l'AS Bagneux Futsal entraînée par son ancien coéquipier Mustapha Otmani,. 
En 2014, il rejoint l'ACCES avec Mustapha Otmani et participe au démarrage exponentiel du club,. En mai 2017, il marque un but lors de l'élimination de l'Étoile lavalloise FC en demi-finale de Coupe de France (7-1). Le club devient la première équipe évoluant en régional à remporter la compétition. 

### En équipe nationale
En mai 2008, après avoir participé à un stage de détection pour équipe de France de futsal FIFA, Moustafa Kourar est retenu pour un tournoi d'exhibition à Angers,. 
Fin 2010, Kourar dispute la Coupe méditerranéenne avec les Bleus. En janvier 2011, il prend part au tour préliminaire de qualification à l'Euro 2012 remporté à Malte. En février, le défenseur est ensuite sélectionné pour le tour principal en Azerbaïdjan, notamment contre les Espagnols tenants du titre et futurs vainqueurs. Les Bleus sont éliminés.

## Palmarès
- Championnat de France de futsal (1)
  - Champion : 2010 (KBU)

- Coupe de France (1)
  - Vainqueur : 2017 (ACCES)